# Cunninghamella echinulata
Cunninghamella echinulata är en svampart som först beskrevs av Roland Thaxter, och fick sitt nu gällande namn av Thaxt. ex Blakeslee 1905. Cunninghamella echinulata ingår i släktet Cunninghamella och familjen Cunninghamellaceae.   Inga underarter finns listade i Catalogue of Life.